# Шаруватість осадових порід

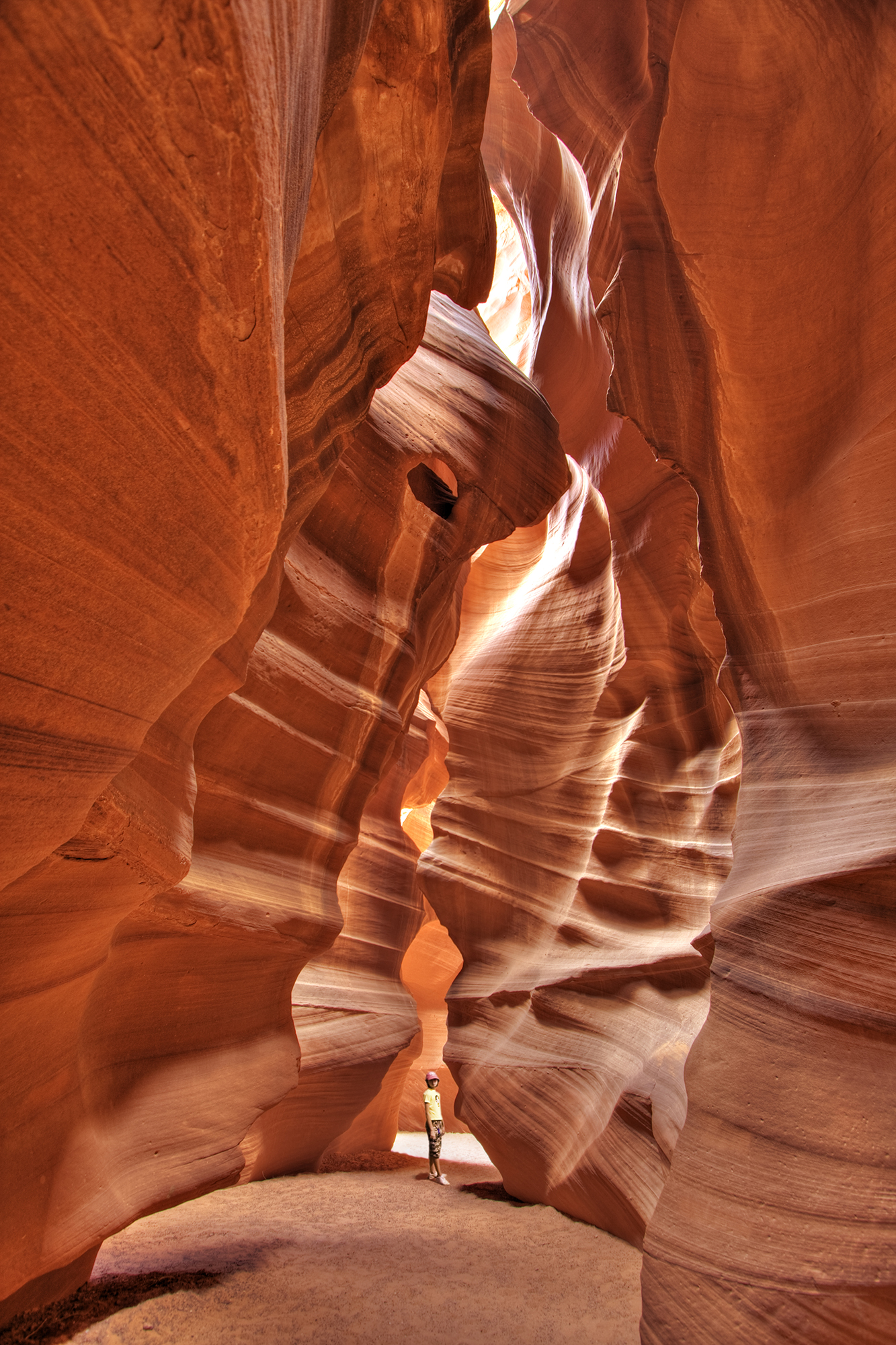
Шаруватість пісковиків. Каньйон Антилопи (США)

Шаруватість осадових порід (рос. слоистость осадочных пород; англ. stratification of sedimentary rocks; нім. Schichtung f des Sedimentgesteines) – чергування шарів гірської породи і наявність прошарків всередині одного шару. Ш. – основна діагностична ознака осадових порід. 